# جينيفر هولدن
جينيفر هولدن (بالإنجليزية: Jennifer Holden)‏ هي ممثلة أمريكية، ولدت في 24 أكتوبر 1936 في شيكاغو في الولايات المتحدة.

## وصلات خارجية
- جينيفر هولدن على موقع IMDb (الإنجليزية)
- جينيفر هولدن على موقع قاعدة بيانات الفيلم (الإنجليزية)